# СТС International
СТС International (сокр. «СТСI») — российский международный развлекательный телеканал, является международной версией российского федерального телеканала «СТС». Начал вещание 21 декабря 2009 года в кабельных сетях США. Именно этот день является днём начала вещания телеканала. Контент телеканала «СТС International» представляет собой концепцию из самых рейтинговых проектов российского федерального телеканала «СТС».

## История
- 21 декабря 2009 года «СТС International» начал вещание в Северной Америке на спутниковой платформе «Dish».
- В июне 2010 года «CTC International» начал вещание в Израиле на двух платформах: спутниковой «Yes» и кабельной «HOT»[4].
- 31 октября 2011 года в странах Балтии начал вещание телеканал «СТС Baltics»[5].
- С февраля 2012 года «СТС International» вещает на спутнике Hot Bird (13° в. д.)[6].
- В апреле 2012 года ООО «Телерадиокомпания "Европа-Азия"» начало эфирное вещание телеканала «CTC International» в Киргизии на 39-канале вместо «MTV Россия»[7][8].
- В мае 2012 года «СТС International» вышел на рынки Армении, Грузии, Азербайджана и одного из крупнейших рынков СНГ — Казахстана.
- В 2013 году «СТС International» стартовал в IPTV-сетях Канады.
- 1 февраля 2018 года «СТС International» прекратил вещание на спутниковой платформе «Yes» в Израиле[9].
- В декабре 2018 года на «СТС International» появилась возрастная маркировка, помещённая в ромб[10].

## Вещание
В Казахстане с 16 мая 2013 года была прекращена ретрансляция телеканала в кабельных сетях в связи с прекращением прав на неё у правообладателя ТОО «Сеntral Asia Media Distribution». В связи с введеным в действие Законом РК «О телерадиовещании», все ретранслируемые зарубежные телеканалы обязаны получать лицензию на право трансляции в РК. Телеканал возобновил вещание в кабельной сети «Алма-ТВ», а затем в сети «ICON».
Вещание СТС Балтия было прекращено 28 февраля 2022 года, так как TV3 Group отказалась от распространения контента, произведенного в России, "в знак солидарности с украинским народом". 7 июня на месте СТС Балтия был запущен телеканал OTV Baltija под лицензией предшественника.

### Спутниковое[12]
- KazSat 3 58,5° восточной долготы (кодировки — Irdeto 2, оператор Caspio HD и Irdeto 3, оператор Alma TV)
- AzerSpace 2/Intelsat 38 45,0° восточной долготы (кодировка — VideoGuard, оператор Vivacom TV)
- ABS 75°0 восточной долготы (без кодировки)[13]
- Galaxy 99° западной долготы (кодировка — Irdeto)

## Награды
- Большая цифра 2015 — в номинации «Лучший развлекательный телеканал»[14]
- Золотой луч 2016 — в номинации «Телеканалы: развлечения»[15]